# The President Show

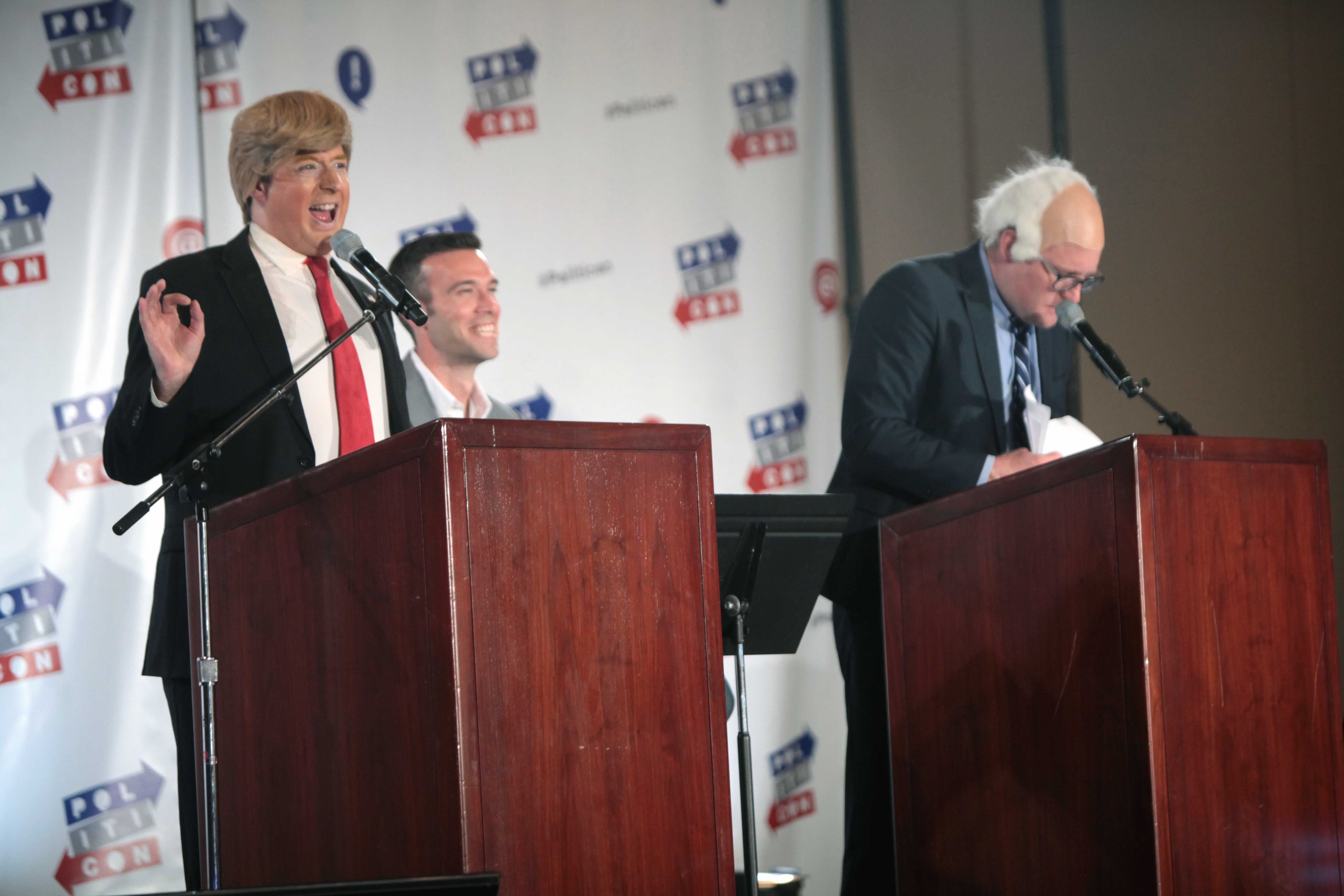
Anthony Atamanuik als Donald Trump

The President Show ist eine US-amerikanische Polit-Satire über den  Präsidenten der USA Donald Trump. Sie stellt den Alltag von Präsident Trump und Vizepräsident Pence im Oval Office humoristisch dar. Jede Folge hat ein bestimmtes Motto (z. B. Loyalität), um das sich die Inhalte drehen.
In der Serie werden meist aktuelle politische Ereignisse, Trumps Verhältnis zur Presse und anderen Personen thematisiert. Feste Bestandteile sind u. a. eine Pressekonferenz und Präsidentendekrete. Daneben interviewt der Präsident verschiedene Gäste, die meist völlig andere Ansichten haben.
Die Sendung wird auf Comedy Central eine Woche nach der US-Premiere in Originalton mit deutschen Untertiteln ausgestrahlt.
Dank guter Einschaltquoten wurde die ursprünglich auf 13 Episoden ausgelegte erste Staffel schon nach Ausstrahlung der vierten Folge auf insgesamt 20 verlängert.

## Darsteller
| Schauspieler      | Figur              |
| ----------------- | ------------------ |
| Anthony Atamanuik | Donald Trump       |
| Peter Grosz       | Mike Pence         |
| James Adomian     | Bernie Sanders     |
| John Gemberling   | Steve Bannon       |
| Mario Cantone     | Anthony Scaramucci |

Viele Interview-Gäste sind keine Schauspieler, sondern die realen betreffenden Personen (u. a. Keith Olbermann, Joy Behar, Deepak Chopra, Gilbert Gottfried, Massimo Pigliucci und Linda Sarsour), deren Name dann auch der Titel der jeweiligen Episode darstellt.